# Vignettes (Marilyn Crispell)
Vignettes is het vierde muziekalbum dat de Amerikaanse jazzpianiste Marilyn Crispell heeft opgenomen voor het Duitse platenlabel ECM Records. Het album is opgenomen in Lugano, Zwitserland, in het Auditorium van de Radio Svizzera. Bijna alle composities zijn van Crispell en het is niet te horen of die vooraf of ter plekke gecomponeerd zijn.

## Composities
Allen gecomponeerd door Crispell behalve waar aangegeven:
1. Vignette I (2:19)
2. Valse triste (2:59)
3. Cuida tu Esperitu (7:47) (Jayna Nelson)
4. Gathering light (5 :54)
5. Vignette II (2 :29)
6. Vignette III (1:08)
7. Vignette IV (1:48)
8. Vignette V (1 :36)
9. Sweden (7 :04)
10. Once (3 :55)
11. Axis 3:45)
12. Vignette VI (2:55)
13. Vignette VII (4 :02)
14. Ballade (5 :11)
15. Time past (5 :41)
16. Stilleweg (6 :18) (Arve Hendiksen)
17. Little song for my father (3:21)